# Wolfgang Beer (RAF-Mitglied)
Wolfgang Beer (* 5. Dezember 1953 in Hamburg; † 25. Juli 1980 bei Unterriexingen) war ein Mitglied der terroristischen Vereinigung Rote Armee Fraktion (RAF). Er kam 1980 bei einem Verkehrsunfall ums Leben.

## Leben
Wolfgang Beer hat einen jüngeren Bruder Henning, der ebenfalls in der RAF aktiv war. Wolfgang brach seine Schulausbildung – zuletzt besuchte er ein Wirtschaftsgymnasium – im Frühjahr 1973 ab und beteiligte sich an einer Hausbesetzung in Hamburg. Er wurde bei der Räumung des besetzten Hauses festgenommen. Wegen Mitgliedschaft in einer kriminellen Vereinigung, Landfriedensbruch und Hausfriedensbruch wurde zunächst gegen ihn ein Haftbefehl erlassen; nachdem dieser ausgesetzt worden war, tauchte Beer unter. Er wurde am 4. Februar 1974 gemeinsam mit Margrit Schiller in Frankfurt am Main festgenommen. Am gleichen Tag wurden in Hamburg Helmut Pohl, Ilse Stachowiak, Christa Eckes und der Rechtsanwalt Eberhard Becker verhaftet. Sowohl in Hamburg als auch in Frankfurt wurden dabei Schusswaffen, Sprengstoff und Papiere sichergestellt. Beer wurde wegen Beteiligung an einer kriminellen Vereinigung in Tateinheit mit gemeinschaftlichem unerlaubtem Erwerb von Kriegswaffen, gemeinschaftlichem unerlaubtem Waffenbesitz, gemeinschaftlicher Vorbereitung eines Sprengstoffverbrechens und fortgesetzter Urkundenfälschung zu einer Jugendstrafe von vier Jahren und sechs Monaten verurteilt und nach ihrer Verbüßung am 4. August 1978 aus der Haft entlassen.
Am 6. November 1978 besetzte er zusammen mit Peter Alexa, Mathias Böge, Simone Borgstede, Ingrid Jakobsmeier, Rosmarie Prieß, Helga Roos und vier weiteren Personen das Frankfurter DPA-Büro. Die Gruppe wollte damit erzwingen, dass DPA eine Erklärung über die Situation der RAF-Häftlinge Karl-Heinz Dellwo und Werner Hoppe verbreitet. Alle Besetzer wurden festgenommen und zu einer Haftstrafe von einem Jahr verurteilt.
Wolfgang Beer kam am 25. Juli 1980 gemeinsam mit Juliane Plambeck bei einem Verkehrsunfall ums Leben. Der Unfall ereignete sich in der Nähe der Ortschaft Unterriexingen. Gegen 7:15 Uhr geriet der gestohlene weinrote VW Golf aus ungeklärter Ursache auf die linke Fahrbahnseite, wo er mit einem entgegenkommenden Kiestransporter zusammenstieß. Im Unfallfahrzeug fanden sich neben gefälschten Ausweispapieren und Kfz-Kennzeichen auch mehrere Waffen, von denen eine bei der Entführung Hanns Martin Schleyers 1977 benutzt worden sein soll. Die Fahrt soll ein Teil der Vorbereitungen zum späteren Anschlag auf den Oberbefehlshaber der US-Landstreitkräfte in Europa (7. US-Armee) General Frederick J. Kroesen in Heidelberg gewesen sein. Beer wurde auf dem Dornhaldenfriedhof in Stuttgart-Degerloch beerdigt. Die nicht mehr existente Grabstätte war ca. 50 Meter von dem Gräbern von Gudrun Ensslin, Andreas Baader und Jan-Carl Raspe entfernt.
Am Tatort der Ermordung des Vorstandssprechers der Deutschen Bank, Alfred Herrhausen am 30. November 1989 wurde unter der Sprengvorrichtung ein in einer Plastikfolie eingeschweißtes DIN-A 4-Blatt gefunden, auf dem sich das RAF-Logo und die Aufschrift „Kommando Wolfgang Beer“ befanden.